# Indra Sistemas
Indra, cuya razón social es Indra Sistemas, S.A., es una empresa multinacional española que ofrece servicios de consultoría sobre transporte, defensa, energía, telecomunicaciones, servicios financieros; así como servicios al sector público, y está presidida por Ángel Escribano. Es una de las mayores industrias de seguridad y defensa, siendo una de las tres empresas españolas que se encuentran entre las 100 mayores compañías mundiales del sector de defensa y seguridad, según los informes del SIPRI. Indra pertenece al índice selectivo español IBEX 35 desde el 1 de julio de 1999.
En el ejercicio 2024 tuvo ingresos por valor de 4843 millones de euros y contaba con más de 60 000 empleados, presencia local en 50 países y operaciones comerciales en más de 150 países.

## Historia
Indra Sistemas se constituyó por la fusión llevada a cabo en 1992 entre la compañía privada Ceselsa y el grupo público Inisel.
A partir de 1992 todas las sociedades existentes: INISEL, CESELSA, ERITEL y DISEL se integran en una única marca, quedando el grupo estructurado en cuatro áreas de negocio (subgrupos):
- Defensa y Tecnologías Duales: Indra DTD, hasta entonces encabezada por CESELSA. Formaban también parte de ella ENOSA, Gyconsa, ELT, EMAC, SAES, Sainsel, AISA, GDI y ASDL.
- Automatización, Control y Comunicaciones: Indra SCA, hasta entonces encabezada por DISEL. Electrónica Ensa y Tesis formaban también parte de esta área de negocio.
- Consultoría y Servicios informáticos: Indra SSI, hasta entonces encabezada por Eritel y encuadrando también a Ceninsa.
- Espacio: Indra Espacio, formada por la antigua Inisel Espacio.

El capital del grupo pertenecía inicialmente al sector público, a través del extinto Instituto Nacional de Industria (INI). En 1994 tuvo lugar una ampliación de capital para enjugar las pérdidas acumuladas y mejorar la situación financiera del grupo, y en la misma se dio entrada en el capital social al grupo francés Thomson-CSF.
En 1999, se realiza una oferta pública de venta en bolsa del 66 % de las acciones que pertenecían a la Sociedad Estatal de Participaciones Industriales (SEPI).
Algunas polémicas que ha protagonizado son las ocurridas en febrero de 2012, cuando el Gobierno Vasco destapó unas irregularidades en la adjudicación de trabajos informáticos en la administración de justicia en la que estarían implicadas Indra e Ibermática. Por su parte Ibermática publicó una nota rechazando cualquier sospecha de fraude en contratos con Justicia mientras que Indra se abstuvo de realizar ninguna declaración. En julio de ese mismo año la fiscalía desestimó las acusaciones al estimar que no había acreditados hechos constitutivos de delito.
El 14 de marzo de 2017, la CNMV aprobó la compra de Tecnocom con lo que la empresa aumenta su tamaño, especialmente en el mercado español.
En 2022 el Gobierno de España autorizó a la SEPI a elevar su participación en la compañía hasta el 28 %. Ese mismo año, la Comisión Nacional del Mercado de Valores (CNMV) abrió un expediente por supuesta acción concertada de la SEPI —el principal accionista y representante del Gobierno con un 25,6%—; el dueño de Amber Capital y presidente de Prisa, Joseph Oughourlian, que desembarcó con un 4,2% en la empresa solo días antes de la Junta; y SAPA Placencia, que también es socio de ITP Aero. En diciembre de 2022 la CNMV cerró el expediente al concluir que no existían indicios suficientes para determinar que hubiera habido tal acción concertada.
En 2024 Indra constituyó la filial Indra Espacio. A principios de 2025 adquirió casi el 90 % de la empresa operadora de satélites Hispasat, por aquel entonces propiedad de Redeia.
En marzo de 2025 se anunció la compra de DF Calderería Pesada, S.A. a Duro Felguera para su filial Indra Land Vehicles.

## Productos

### Defensa
- Lanza LTR-25

## Proyectos

### Defensa
- Futuro Sistema Aéreo de Combate
- Programa de Desarrollo Industrial del Sector Europeo de la Defensa[16]
- Radar de vigilancia espacial S3TSR
- Programa Sigilar
- Radar de reconocimiento y vigilancia terrestre Indra Arine[17]

## Indra en Bolsa
Indra pertenece al índice selectivo español IBEX 35 desde el 1 de julio de 1999. Igualmente está presente en algunos de los principales índices bursátiles internacionales, como son el FTSE eTX, Dow Jones Global Index y el MSCI. Además, las acciones de Indra comenzaron a negociarse en 2006 dentro de los índices Dow Jones Sustainability World Index (DJSWI) y Dow Jones STOXX Sustainability Index (DJSI STOXX).

## Principales accionistas
Los accionistas significativos con participación superior al 3 %, a 4 de junio de 2025, son los siguientes:
| Accionista    | Derechos de voto | Sociedad propietaria   |
| ------------- | ---------------- | ---------------------- |
| SEPI          | 28,00 %          | Ministerio de Hacienda |
| Escribano     | 14,30 %          |                        |
| SAPA          | 7,94 %           | SAPA Placencia Holding |
| Amber Capital | 7,24 %           | Amber Capital          |
| David Shaw    | 3,51 %           |                        |

## Administración
En 2025, su Consejo de Administración está formado por:
- Presidente Ejecutivo: Ángel Escribano
- Consejero Delegado: José Vicente de los Mozos
- Vicepresidente y Consejera Coordinadora: Virginia Arce
- Vocales: Luis Abril, Belén Amatriain, Jokin Aperribay, Coloma Armero, Antonio Cuevas, Elena García, Francisco Javier García, Pablo Jiménez de Parga, Juan Moscoso del Prado, Olga San Jacinto, Ángeles Santamaría, Miguel Sebastián y Bernardo Villazán.
- Secretario: Ana María Sala
- Vicesecretaria: David Santos

Los presidentes han sido los siguientes:
- Javier Monzón de Cáceres (1992-2015)
- Fernando Abril-Martorell (2015-2021)[19]
- Marc Murtra (2021-2025)[20]
- Ángel Escribano (2025-)[21]